# 塔德塞·亚伯拉罕
塔德塞·亚伯拉罕（Tadesse Abraham，1982年8月12日—）生于厄立特里亚，是一名专长于马拉松的瑞士长跑运动员。

## 生涯
塔德塞·亚伯拉罕参加了中国北京的2015年世界田径锦标赛马拉松项目，获得第19名。一年后，他参加2016年里约奥运，获得男子马拉松第7名。